# 虎渡瑞季
虎渡 瑞季（とらと みずき、11月1日 - ）は、日本の女性声優。秋田県出身。尾木プロ THE NEXT所属。

## 略歴
『ポケットモンスター』をきっかけに、男の子や、人以外の動物など、芝居を通じて色々なものになれることに魅力を感じ、声優を目指すようになる。声優になった後もそういったキャラクターを演じたいと思っている。
アミューズメントメディア総合学院声優タレント学科卒業。在学時、学院とアークシステムワークスの産学共同プロジェクトとして制作されたニンテンドー3DSダウンロードソフト『といてすすんで!なぞときキャッスル』で主人公のくまのマーク役を務めた。

## 人物
中学時代は柔道部に所属しており、日本伝講道館柔道初段の腕前を持つ。アプリゲームやお菓子作りが趣味で、鉄棒や花輪ばやしを特技に挙げる。虫全般が苦手。
自身を負けず嫌いな性格と言う。

## 出演
太字はメインキャラクター。

### テレビアニメ
- TSUKIPRO THE ANIMATION（2017年、観客）
- つくもがみ貸します（2018年、猫神、おしげ、花魁、女中、芸者、下女）
- アニマエール!（2018年、生徒、陸上部員、家庭科部員、ステージの係員、暁音のチームメイト、花和の友人）
- 実は俺、最強でした?（2023年、同僚女神）
- 魔女と野獣（2024年、少年）

### Webアニメ
- 40周年だよ!!コロコロオールスター小学校（2017年、目賀トンマ[5]）

### ゲーム
- といてすすんで!なぞときキャッスル（2014年、マーク[3]）

### 吹き替え

#### 映画
- コンプライアンス 服従の心理（コニー〈ニキヤ・マティス〉）

### ドラマCD
- Break Free（2017年[6]）
- 美しい彼（2019年[7]）

### 舞台
- 劇団THE NEXT 2016リーディング公演「フェリーチェ・ローザ・アッズーロ」（2016年11月9日 - 13日、シアターブラッツ） - ダブルキャスト。Bチームで出演[8]。
- 劇団THE NEXT 2017公演「テケテケ西遊記」（2017年10月19日 - 25日、シアターブラッツ） - トリプルキャスト。Dチームで出演[9]。
- 劇団THE NEXT 2019公演「リドル・ストーリー」（2019年12月4日 - 8日、テアトルBONBON） - ダブルキャスト。Sチームで出演[10]。